# Rudolf Kauschka
Rudolf Kauschka, křtěný Rudolf Friedrich (2. října 1883, Fukov – 2. dubna 1960, Kempten, Německo) je jednou z nejvýznamnějších osobností německých alpských spolků v Čechách. Pro celé severní Čechy a zejména Jizerské hory je významným objevitelem a průkopníkem horolezectví. Byl sportovcem, turistou, horolezcem, publicistu a spisovatelem. V roce 1924 vyšla jeho kniha „Wandern und Klettern“ (Turistika a horolezectví), která je základním topografickým a horolezeckým dílem o Jizerských a Lužických horách.

## Život
Narodil se 2. října 1883 v obci Fukov (německy Fugau) ve Šluknovském výběžku Antonu Kauschkovi a Marii Wünsche. Rodina se často kvůli zaměstnání celního úředníka Antona Kauschky stěhovala. Mladý Rudolf se po přestěhování (přibližně 1895) do Bílého Potoka v Jizerských horách do krajiny plné skal zamiloval: „Zde jsem našel všechno, co mi leželo na srdci, tak jsem našel Jizerské hory“. Během studií se přátelil s Otto Steppesem, Rudolfem Scholzem a Rudolfem Hiebelem. V červenci 1902 odmaturoval. Nedostatek pracovních příležitostí ho přiměl vstoupit do armády k pluku Feldjäger–Bataillon, kde se po roce stal rezervistou. Od února 1904 byl zaměstnán ve vydavatelství Deutsche Volkszeitung, kde mu také zveřejnili jeho první turistické články. Ještě tentýž rok vydavatelství opustil a nastoupil na hlavním celním úřadě v Liberci. V roce 1906 vstoupil jako řadový člen do Liberecké sekce DuÖAV, kde později zastával různé vedoucí funkce. O dva roky později se stal členem Německého horského spolku pro Ještědské a Jizerské hory/Deutscher Gebirgsverein für das Jeschken und Isergebirge (DGJI). Během vojenského cvičení v roce 1907 se dostal do Jižního Tyrolska a vylezl první vysokohorské výstupy.

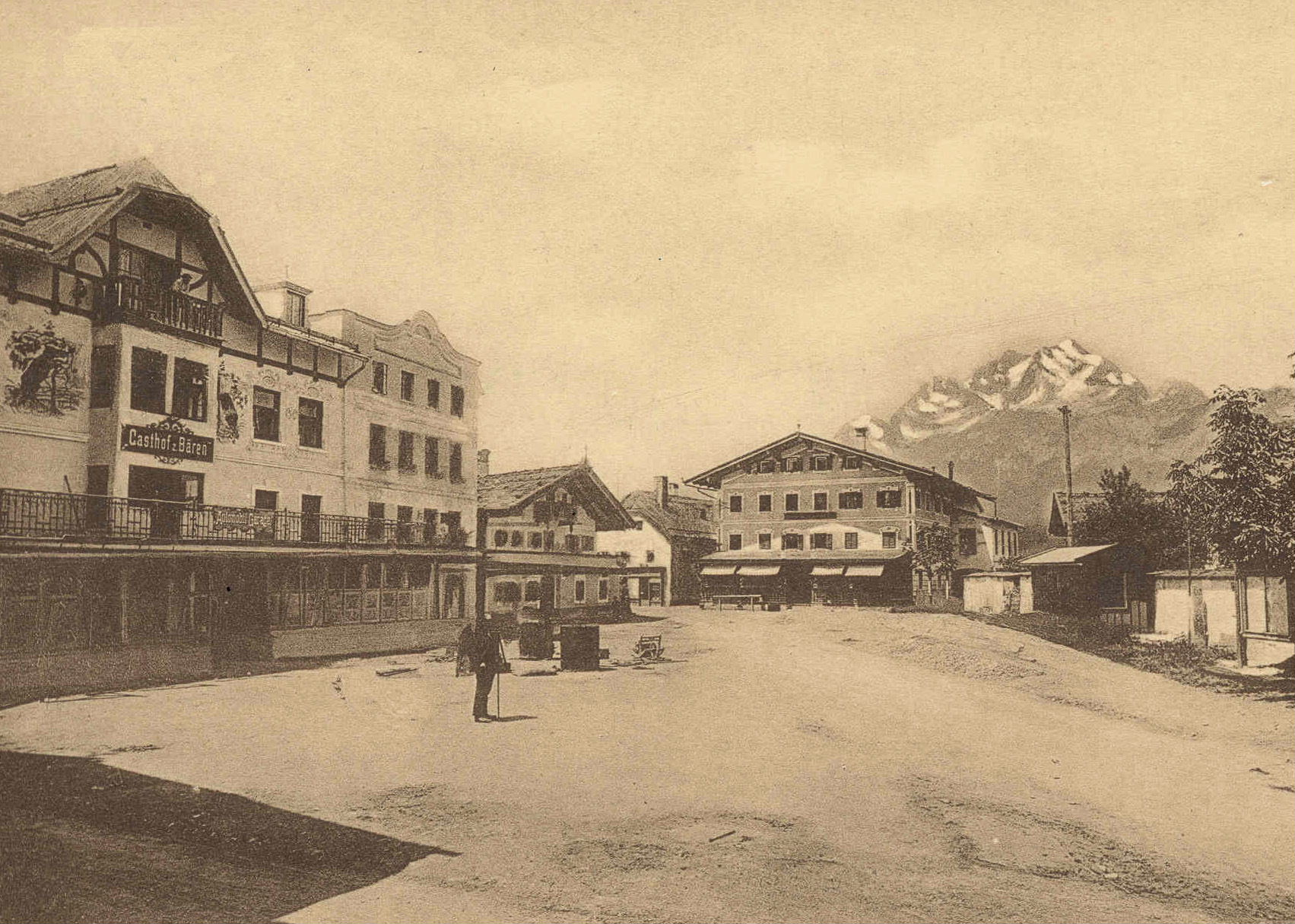
Hauptplatz v St. Johannu v Tyrolsku kolem roku 1900.

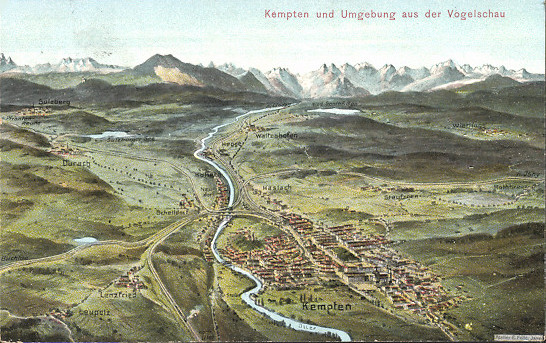
Kempten v Bavorsku v roce 1911.

Dne 28. června 1909 se oženil s dcerou obchodníka, majitele tkalcovské továrny a komerčního rady Stefana Wenzla Mathildou Wenzel z Dolního Hanychova. V roce 1910 se manželům narodil syn Manfred a v roce 1912 dcera Elisabeth. V roce 1916 byl povolán na vojenský lyžařský výcvikový kurz do St. Johannu v Tyrolsku. Tuto dobu popsal jako „nádherné týdny plné radosti z lyžování v Kitzbühlských Alpách“. Po zranění kolena byl poslán na léčení a po jeho absolvování nastoupil vůdcovský kurz v Bolzanu. Za své vynikající výsledky si mohl vybrat frontu a zvolil oblast Ortleru. Frontové zážitky zpracoval do přednášky „Z fronty na Ortleru“. Ve válce si vysloužil vyznamenání za statečné chování.
Rudolf Kauschka neuměl česky a to mu po vzniku Československa a zvláště po jazykovém zákonu činilo ve služebním postupu potíže. Podle jeho vyjádření se cítil jako člověk „druhé kategorie“. Nejprve byl služebně degradován a poté v roce 1937 z německého prostředí Liberce přeložen do zcela českého Kolína. V roce 1938 odešel do výslužby. Kauschka Mnichov přivítal a přiřazení Sudet vnímal jako osvobození. Svůj německý nacionální postoj a neustálé ponižování českým obyvatelstvem v roce 1938 popsal v článku „Befreites Sudetenland“. Několik básní na stejné téma poslal jako poděkování „vůdci“. I když je pravda, že se německému obyvatelstvu žilo v Říši lépe, očekávané politické a pracovní zlepšení se v Liberci nedostavilo. Významné funkce byly přidělovány říšským Němcům. Kauschka po návratu do celního úřadu ve svých názorech vystřízlivěl. Zjistil, že nadřízení z Říše zacházeli se svými podřízenými ze Sudet úplně stejně jako před tím Češi.
Kauschka nadále působil aktivně v alpském spolku a svou řeč k padesátému výročí Liberecké sekce v roce 1943 zakončil pozdravem „Berg Heil!“ (Hore zdar!) místo tehdy předepsaného „Heil Hitler!“. Konec války pro něj znamenal ztrátu všech odsunutých kamarádů s výjimkou rodiny Ginzelových. Syn Manfred Kauschka byl v americkém zajetí. Jeho rodina sice zůstala v rodném Dolním Hanychově, ale do jejich domu se nastěhovali Češi a následovala každodenní šikana. Rodina Kauschkových řešila bezvýchodnost situace vystěhováním. Nakonec se Kauschkovi vyplatily jeho kontakty k celnímu úřadu, takže si oproti jiným německým rodinám odvážel i fotky a cennosti. Zbytek života žil v obci Kempten v Bavorsku. V roce 1950 založil v rámci DAV-Kempten Libereckou sekci a vykonával správce Liberecké chaty. Ještě v roce 1957 vydal sbírku básní „Sang aus Iserwäldern“ (Zpěv z Jizerských lesů) a „Leben als Gedicht“ (Život jako báseň). Zemřel 2. dubna 1960 na infarkt v Kemptenu. Jeho náhrobní kámen zdobí nápis: „Viele Wege führen zu Gott, einer führt über die Berge“ (Mnoho cest vede k Bohu, jedna vede přes hory.).

## Horolezecká činnost
V prvních letech své horolezecké činnosti (1904–1908) vykonal Kauschka řadu prvovýstupů. Po první světové válce se věnoval více lezení a dlouhému putování. Od třicátých let 20. století našel zálibu v doprovodu mladých horolezců a vystupoval spíše v roli rádce a trenéra. Funkci horského vůdce vykonával jen na již dříve vylezených výstupech.

### Lezení na Ještědském hřebenu, pískovcových skálách a v Jizerských horách

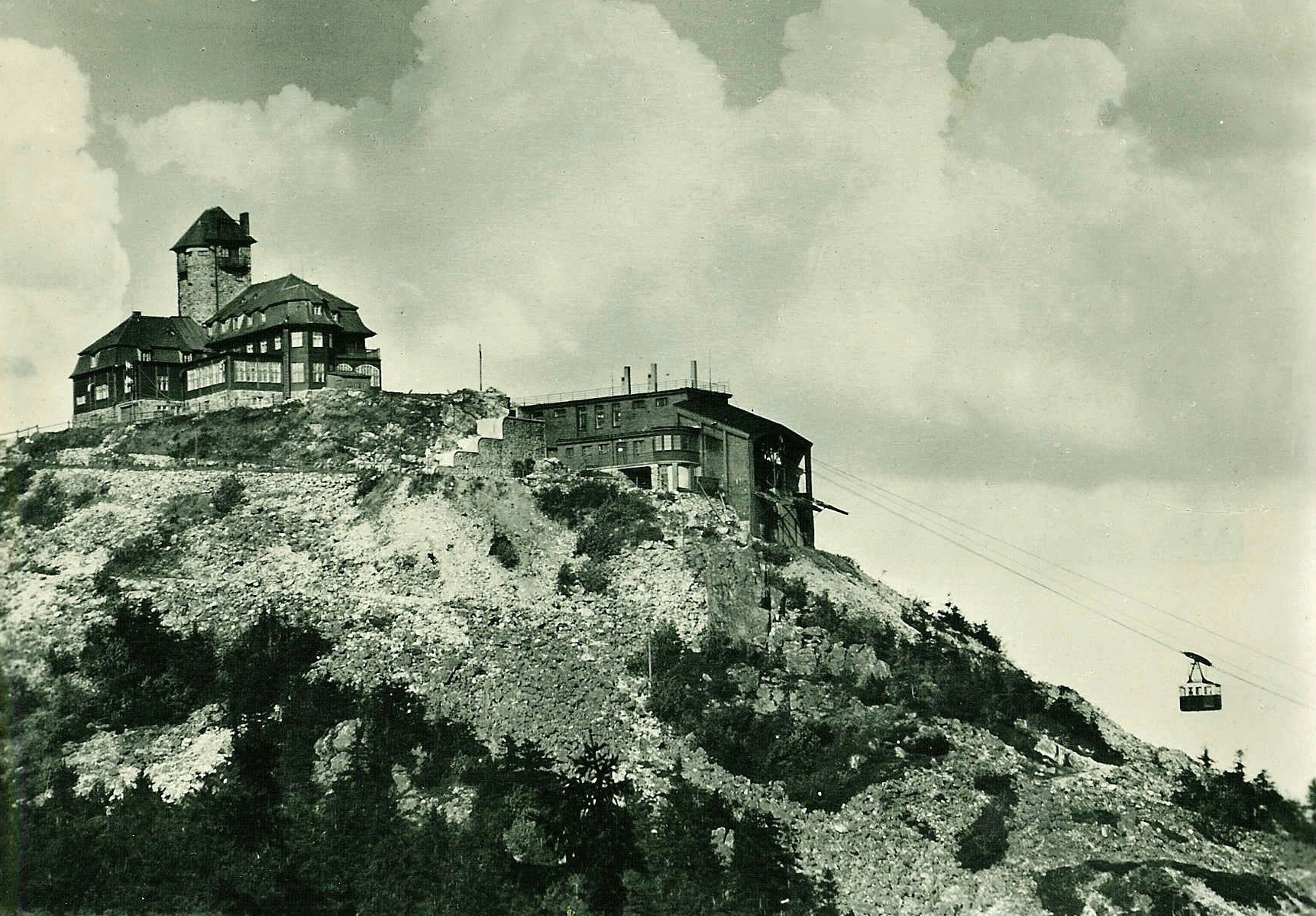
Starý Ještěd před vyhořením (okolo r. 1961)

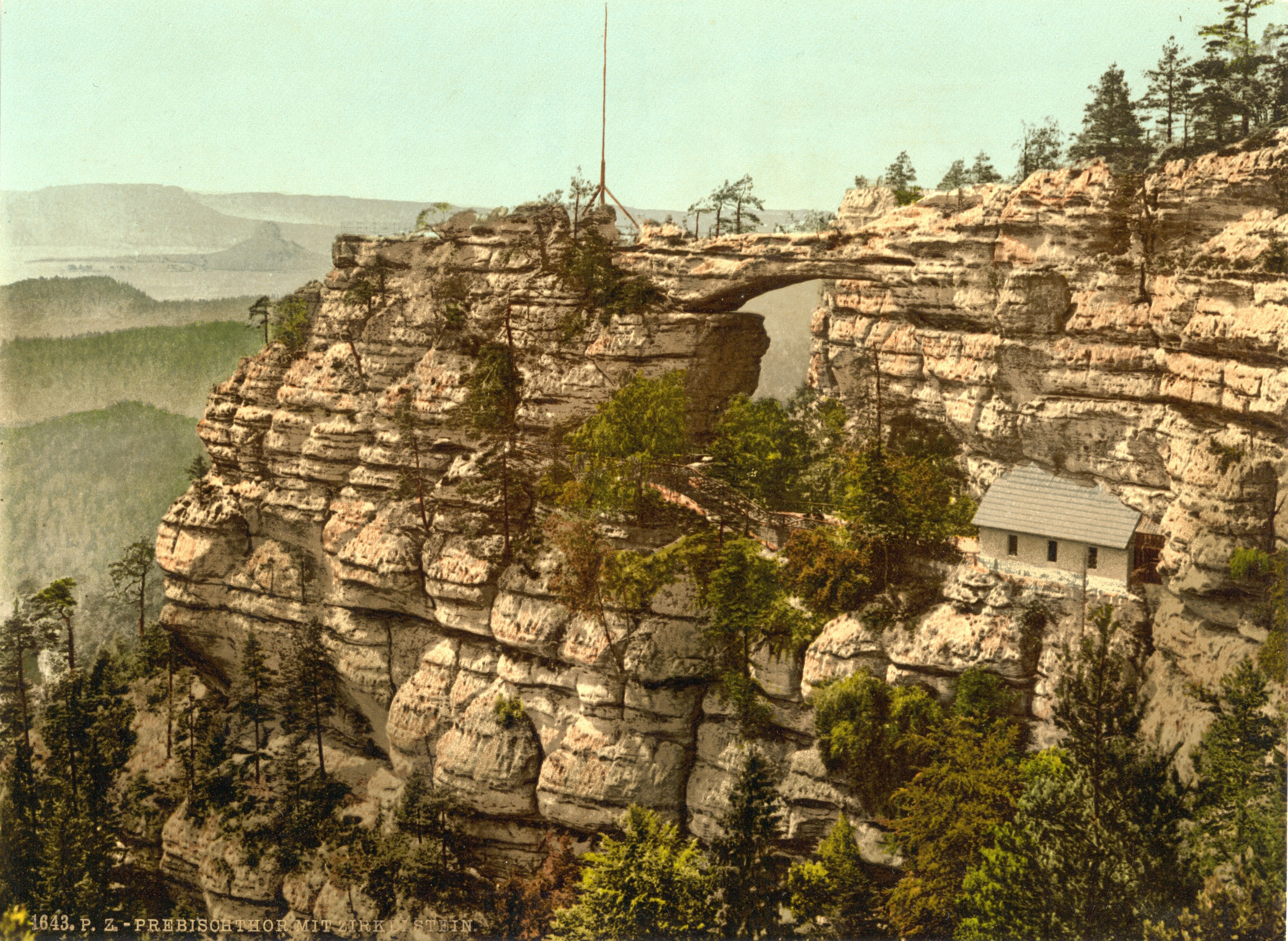
Pravčická brána- České Švýcarsko

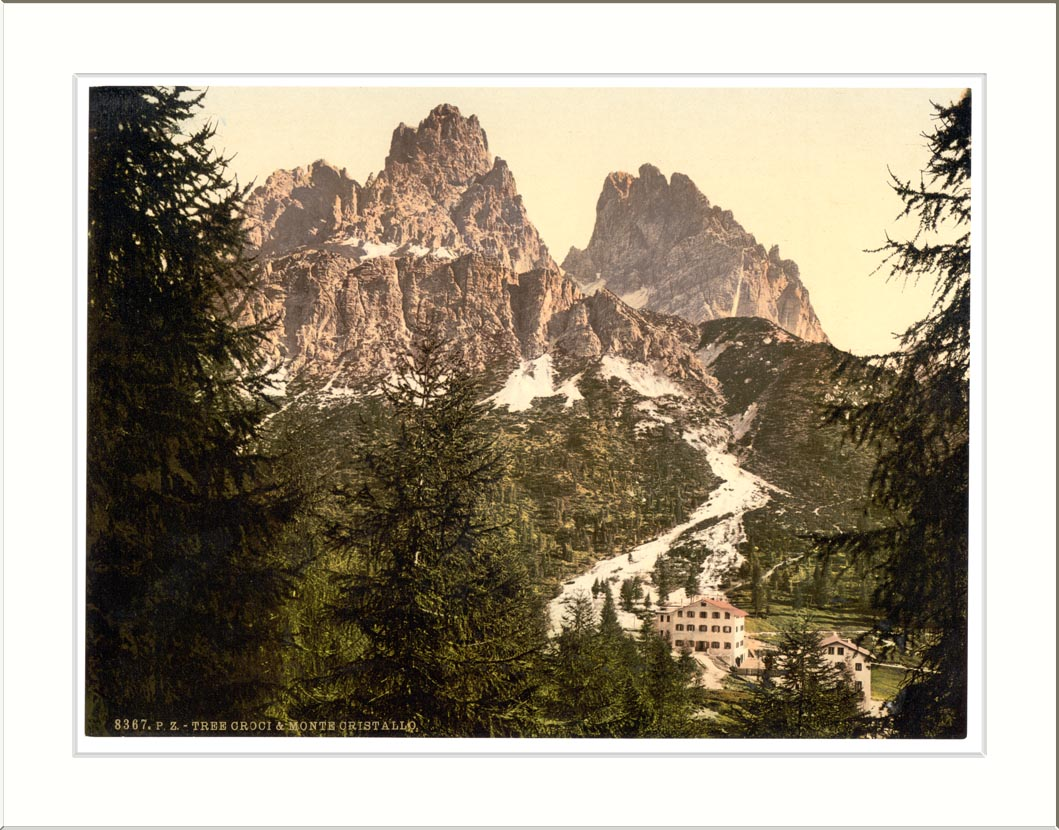
Monte Cristallo-Dolomity

V roce 1904 uskutečnil Kauschka přes 30 prvovýstupů na Ještědském hřebenu (například Krejčík, Špehýrka, Pudl nebo Dánský kámen). Západně od Ještědského hřebene slézal Vajoletky (1906 Severní vrchol Krkavce). V roce 1904 vylezl významnou variantu výstupu na Kavčí skálu v Děvínském polesí. Horní skály ze skupiny východního výběžku Žitavského pohoří byly v roce 1904 téměř neznámé. Kauschka zde provedl pět prvovýstupů. V květnu 1906 zdolal s kamarády Gahlerovu věž (pojmenovaný podle K. Gahlera). Zavítal i na skály v Českém ráji. Na Suchých skálách lezl okolo roku 1904. Na Hrubé Skále vztyčil s kamarády v červnu 1906 na vrcholu Dračího zubu (Kauschkova spára) plechovou německou vlajku. Český tisk tehdy ztropil velký humbuk a spatřoval v tom německou provokaci. Mladí horolezci se museli na magistrátu města omluvit. S kamarády Rudolfem Steinjanem, Rudolfem Thamem a Ferdinandem Gerhardtem podnikal pochody do Dubských skal a Polomených hor.
„...vypínavost a sprostota Němců jest veliká..., co se stalo na Hrubé Skále, přesahuje všechny meze...Tyto skály zvolili sobě minulou neděli jacísi němečtí mladíci za předmět svého útoku pro čest a slávu národa německého. Pomocí železných klínů vyšplhali se na skály, jinak těžko přístupné, a zde na nejvyšším místě upevnili žerď, na níž pověsili velkoněmeckou trikoloru.“
Hlasy Pojizerské (1906)
V Jizerských horách se nejdříve věnoval oblasti na západ od Oldřichovského sedla (výstupy na Uhlířovu čapku, Kovadlinu, první sportovní výstup na Čertův Kámen, výstup na Zvon 21. 6. 1921), kde je mu přičítáno 25 nových cest a 10 prvovýstupů. Od roku 1905 našel zalíbení i v oblasti Labských pískovců.

### Horolezecká činnost v Alpách
V roce 1907 začínal při vojenském cvičení v Dolomitech. S Robertem Heuslerem zdolal severní stěnu Malé Cimy, pokračoval na Libereckou chatu u Cortiny d'Ampezzo a nakonec překročil vrchol Croda da Lago. Sólovým výstupem se pustil na Fünffingerspitze a pak pokračoval sólo traverzem věží Vajolet. Se svou budoucí ženou Hildou Wenzelovou výstup zopakoval.
Při pobytu v Cavalese vylezl na Schwarzhorn a Weißhorn. Během války byl Kauschka pro své schopnosti přidělen k vůdcovskému kurzu do Bolzana a vzdělával jako pomocný instruktor na Regensburger Hütte vojáky pro boj v horách. V tomto období vykonal druhý průstup západní stěnou Sass di Mesdi, vystoupil na všech osm vrcholů skupiny Geislergruppe. Seznámil se s významnými alpinisty: Gustavem Jahnem, Franzem Barthem a Angelo Dibonou. V oblasti Ortleru zdolal například Königspitze a Zufallspitze (Cevedale). Po válce ho zasáhla ztráta Liberecké chaty na území zabraném Italy, a tak v roce 1920 podnikl další cestu do Alp, aby našel místo pro novou chatu.
„Nakonec přijel s Rudolfem Thamem do St. Jacobu v údolí Defereggental. Z vrcholů Seespitze a Alpsspitze uviděl dno údolí a okamžitě tušil, že se tato krajina stane jeho vlastí.”
Rudolf Kauschka 1883-1960, s. 137 
V okolí Nové Liberecké chaty pak Kauschka provedl prvovýstupy na všechny okolní dvou a třítisícové vrcholy. V roce 1928 se pustil na čtyřtisícové vrcholy ve Švýcarsku (Matterhorn, Breithorn, Pollux, Castor a Lyskamm). Sám vystoupil na Mont Blanc. V létě 1931 se rozjel do Dolomitů se synem Manfredem a s přítelem Manfredem Kerteszem. S těmi vystoupil např. na Guglia di Brenta, Civetta Ostwand, Campanile di Val Montanaia. V pozdním věku (už po vysídlení) lezl se synem na vrcholy Allgäuských a Lechtalských Alp, nakonec se ještě vydal v roce 1956 na výpravu do Ampezanských a Sextenských Dolomit a do oblasti Dachsteinu.

## Dlouhé pochody
Dne 26. srpna 1906 podnikl s přáteli pěšky přes Jizerské hory a po hlavním hřebenu Krkonoš 98 km dlouhý pochod až na Sněžku (už jen sám), po dvou hodinách odpočinku pokračoval zpátky na nádraží Zelené údolí (dnes Kořenov), kam dorazil od rána po 14 hodinách. Stejnou cestu opakoval ještě mnohokrát. Dále opakovaně vystupoval na vrchol Ještědu. Rudolf Kauschka vystoupil do roku 1928 na Ještěd celkem 1470krát.
„...lidé, převážně mužského pohlaví, kteří mají radost z toho, po celý rok, za slunce nebo deště, v zimě nebo horku, při bouři nebo bezvětří, ráno, v poledne, večer nebo v noci vystupovat na Ještěd... správný Jeschkentitsch nezná pouze silnice a pěšiny na vrchol oblíbené hory, ale vymýšlí si s neuvěřitelnou plodností všemožné výstupy...od 7 hodiny večerní do ¾ na 6 večer druhého dne, tedy během 23 hodin jsme vystoupili na vrchol 12krát a použili jsme přitom 20 různých cest..., celková délka cesty byla 75 km a čistým časem 18 hodin a 25 minut jsme zdolali 5 140 metrů výstupu a 4 690 metrů sestupu.“
„Jeschkentitsche“, definice Leopolda Tertsche

## Sáňkování a lyžování

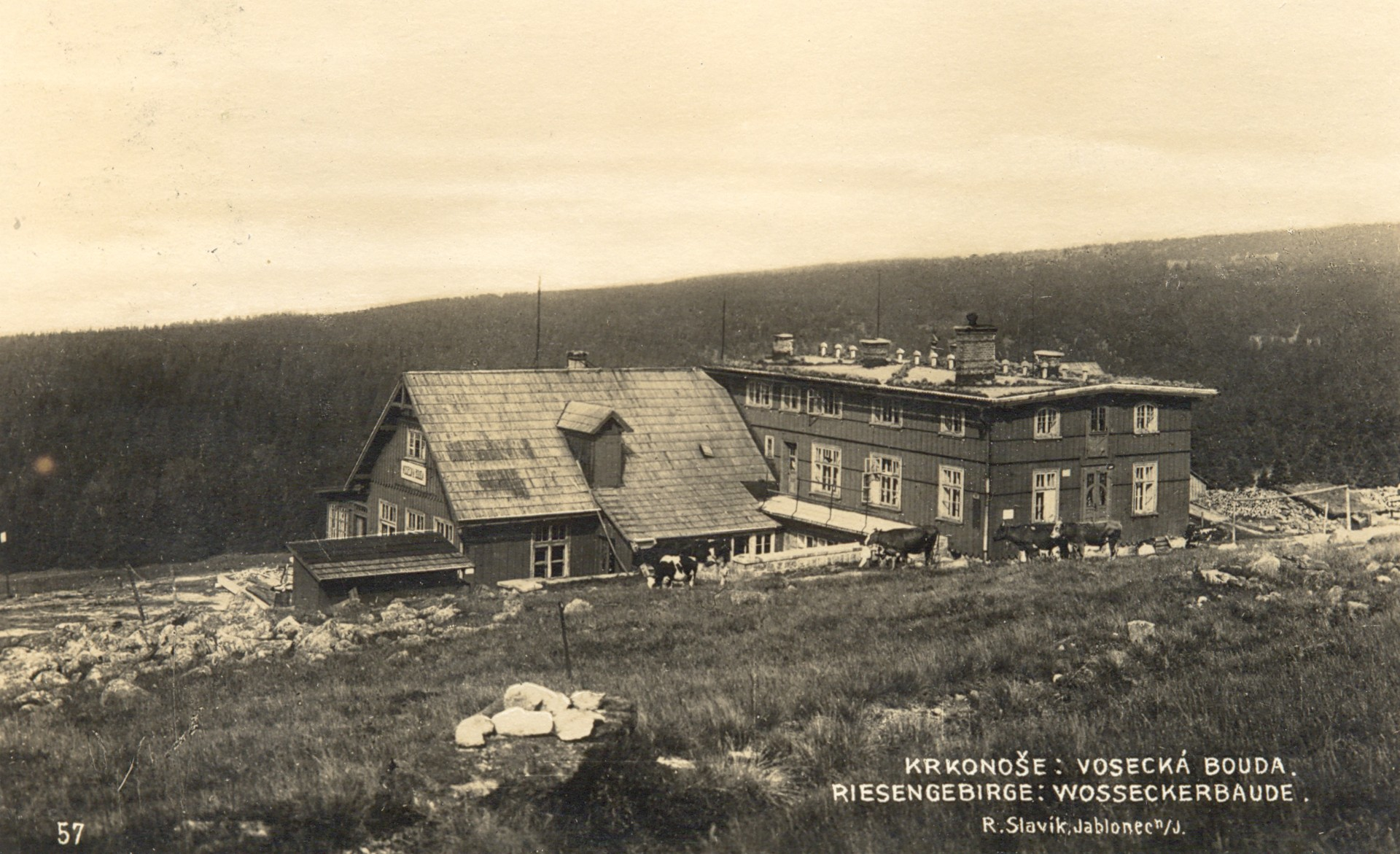
Vosecká bouda.

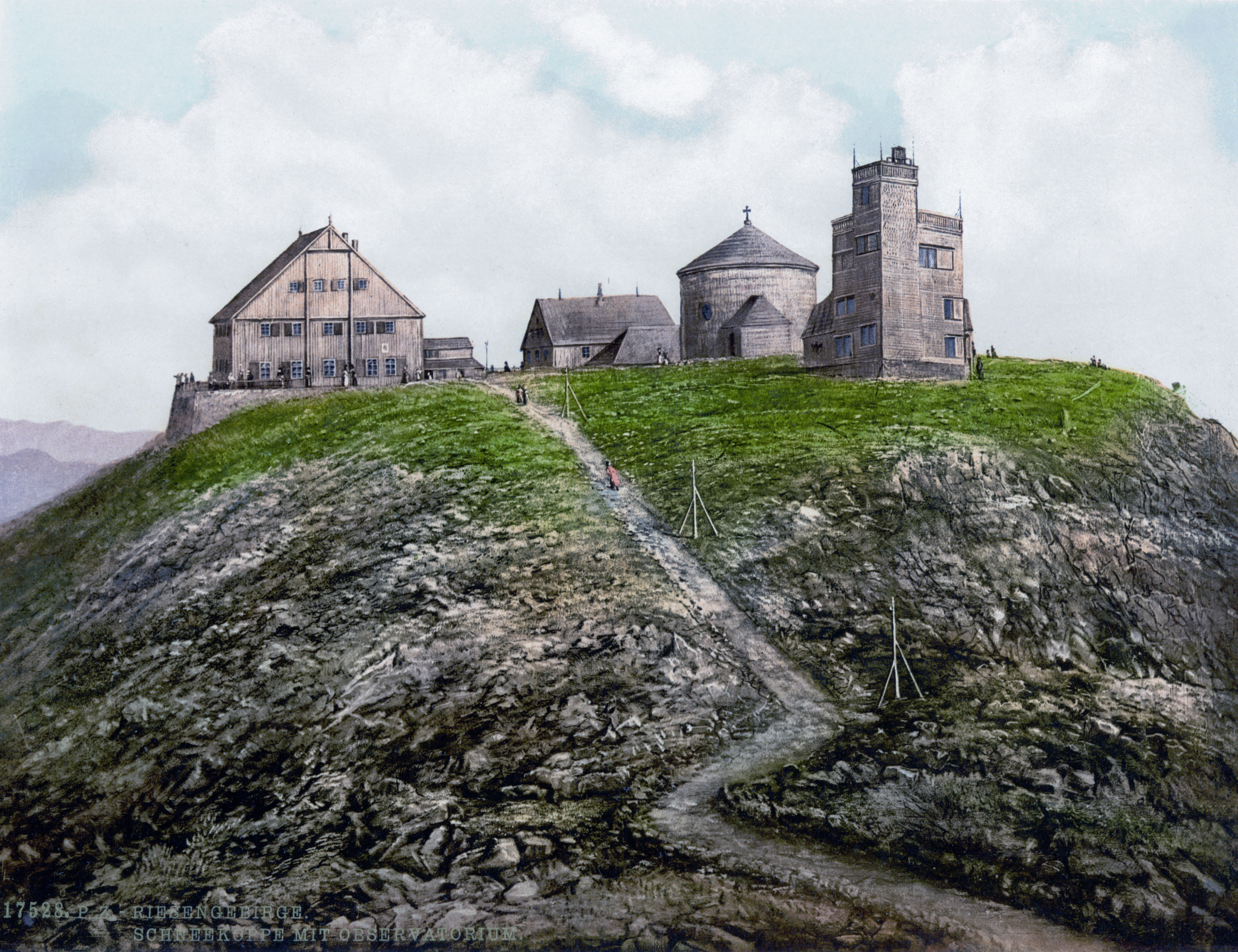
Sněžka s hvězdárnou kolem roku 1900.

Sáňkování se rozšířilo nejdříve v německy mluvících oblastech. Ještěd se stal na počátku 20. století centrem sáňkařského sportu pro celé Sudety. Adolf Hoffmann zde vybudoval u příležitosti mistrovství Jizerských hor v sáňkování (2. ledna 1910) umělou sáňkařskou dráhu, kterou pak provozoval DGJI. V roce 1911 se na dráze konalo mistrovství Rakouska. Kauschka si pořídil závodní saně a sáňkování doslova propadl. Hned v dalším roce byl na mistrovství severních Čech druhý, na Mistrovství Evropy na Ještědu v roce 1914 zvítězil a na dvojsaních s Hansem Gfällerem byl druhý. Po válce na mistrovství Německa v roce 1921 se umístil třetí, v roce 1923 na závodech na Ještědu první, ale mistrovství Centrálního svazu německých spolků zimních sportů/Hauptverband der deutschen Wintersportvereine (HdW) zde nevyhrál. Na mistrovství Evropy 4. 2. 1928 byl druhý a v roce 1929 zajel na mistrovství Evropy se svým žákem Fritzem Preißlerem na dvojsaních druhé místo a mistrovství HDW tentokrát vyhrál. Ještě v 67 letech v roce 1951 se zúčastnil Mistrovství Evropy v Iglis u Innsbrucku.
Rudolf Kauschka byl členem Liberecké lyžařské skupiny Reichenberger Skizunft už před první světovou válkou. U Vosecké boudy společně se Steinjanem skákal na lyžích, mimo skoku ovládal i další techniky lyžování. Na lyžích podnikal nejen sjezdy na Ještědu, ale i dlouhé túry. Podle něj se také jednomu ze svahů na Ještědu říkalo Kauschkahang. Za války absolvoval lyžařský výcvik. Po válce se vrátil s lyžemi do pohoří: Totes Gebirge, Deferegger Berge, Nízké Taury a nezapomněl navštívit ani oblíbenou Neue Reichenberger Hütte. V roce 1926 byl oceněn Německým hlavním výborem pro tělesnou výchovu v Československu/Deutsche Hauptausschuss für Leibesübungen in der Tschechoslowakei jako druhý sportovec v Čechách zlatým Turnerským a sportovním vyznamenáním (Goldene Turn-und Sportabzeichen).

## Členství v alpských spolcích

### Österreichischer Alpenklub/Rakouský alpský klub
Členem elitního Rakouského alpského klubu/Österreichischer Alpenklub se stal Kauschka 23. 3. 1917. Nejprve však musel „uskutečnit těžké cesty v ledu a skále, přičemž byl kladen důraz na samostatné provedení těchto cest.“ Od roku 1909 publikoval v Österreichische Alpenzeitung.

### DuÖAV-Sektion Reichenberg/Německý a rakouský alpský spolek-Liberecká sekce
Členem Liberecké sekce DuÖAV se stal v roce 1906 a od roku 1911 působil ve funkci účetního. V roce 1915 pracoval jako zvolený člen ve vedení spolku. Po první světové válce se zapojil do nově založeného oddílu zimních sportů při DAV-Liberec, pro který také přednášel. Od roku 1927 do roku 1937 vykonával pro spolek funkci účetního. I když se v roce 1937 vzdal všech funkcí, nadále zůstal činný ve funkci vedoucího výletní činnosti a pomáhal se správou Rudolf-Tham-fondu. Po přesídlení do Německa až do své smrti aktivně pracoval jako vedoucí místní skupiny DAV a jako správce Reichenberger Hütte. V roce 1957 mu bylo uděleno zlaté vyznamenání za padesátileté věrné členství v DuÖAV.

## Kauschkův odkaz
- Na vrcholu Zvonu v Jizerských horách vztyčil 2. července 1922 horolezec Rudolf Fischer tabulku s iniciály prvovýstupců: Rudolf Tham, Rudolf Kauschka, Franz Haupt, Emil Löppen.
- Obtížnou horolezeckou cestu na Viničné plotně v Jizerských horách vylezli 15. června 1974 Jan Löffler, J.Klíma a J.Hadrich a nazvali ji Kauschkův odkaz.
- V oblasti Nové Liberecké chaty byla v roce 1959 pojmenována cesta z Reichenberger Hütte na Drufelder Alm „Kauschka-Weg”.
- Vrchol na hřebeni Panargenkamm je na jeho počest pojmenován „Kauschkahorn”.
- DAV-Sekce Reichenberg na jaře 1961 zabudovala vzpomínkovou tabuli na Rudolfa Kauschku u vchodu do soutěsky Trojerschlucht u St. Jakob in Osttirol.
- V Jizerských horách je na jeho počest pojmenována nejobtížněji dostupná Kauschkova věž.
- Syn Rudolfa Kauschky společně se synem otcova přítele Gustavem Ginzelem juniorem a se Siegfriedem Weissem v červenci 1961 splnili poslední přání Rudolfa Kauschky a v oblasti Poledních kamenů v Jizerských horách umístili vzpomínkovou tabuli s nápisem: „Rudolf Kauschka (nar. 1883, zemř. 1960) na památku horolezci a básníkovi.”[3]

## Přátelé a spolulezci
- August Steinjan
- Rudolf Tham
- Ferdinand Gerhardt jun.
- Gustav Ginzel senior a jeho dva synové Gustav Ginzel junior, Wolfgang Ginzel
- Manfred Kauschka, syn